# Агнеса Сорель

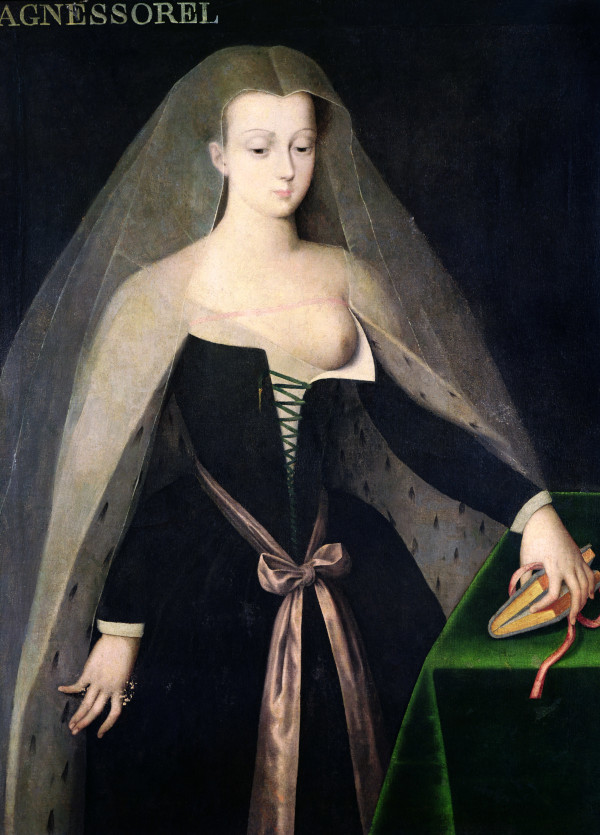
Портрет Агнеси Сорель пензля Жана Фуке

Агне́са Соре́ль чи Аньє́с Соре́ль (фр. Agnès Sorel); 1421 — 9 лютого 1450) — куртизанка XV століття; Дама де Боте (фр. Dame de Beauté — Дама Краси); кохана французького короля Карла VII, перша офіційна коханка при дворі французьких королів.

## Життєпис
Народилася у дворянській родині в селі Фроменто в Турені (тому і називалася демуазель з Фроменто (фр. demoiselle de Fromenteau). У 1431 році була фрейліною Ізабелли Лотарингської, герцогині Анжуйської, дружини короля Рене Анжуйського, з сестрою якого, Марією Анжуйською, був одружений Карл VII. Своєю красою зачарувала Карла VII, який зробив її статс-дамою королеви і подарував їй замок Боте-сюр-Марн (фр. Beauté-sur-Marne), внаслідок чого вона стала називатися Дама де Боте-сюр-Марн.
Її зв'язок з королем розпочався у 1444 році. У 1445 році народилася її перша дитина, після чого вона близько зійшлася з королевою Марією і стала її фрейліною. Сучасники одностайно називали її найгарнішою з жінок. Папа Пій II залишив захоплений відгук про її зовнішність:
«У неї найпрекрасніше обличчя, яке тільки можна побачити на цьому світі».

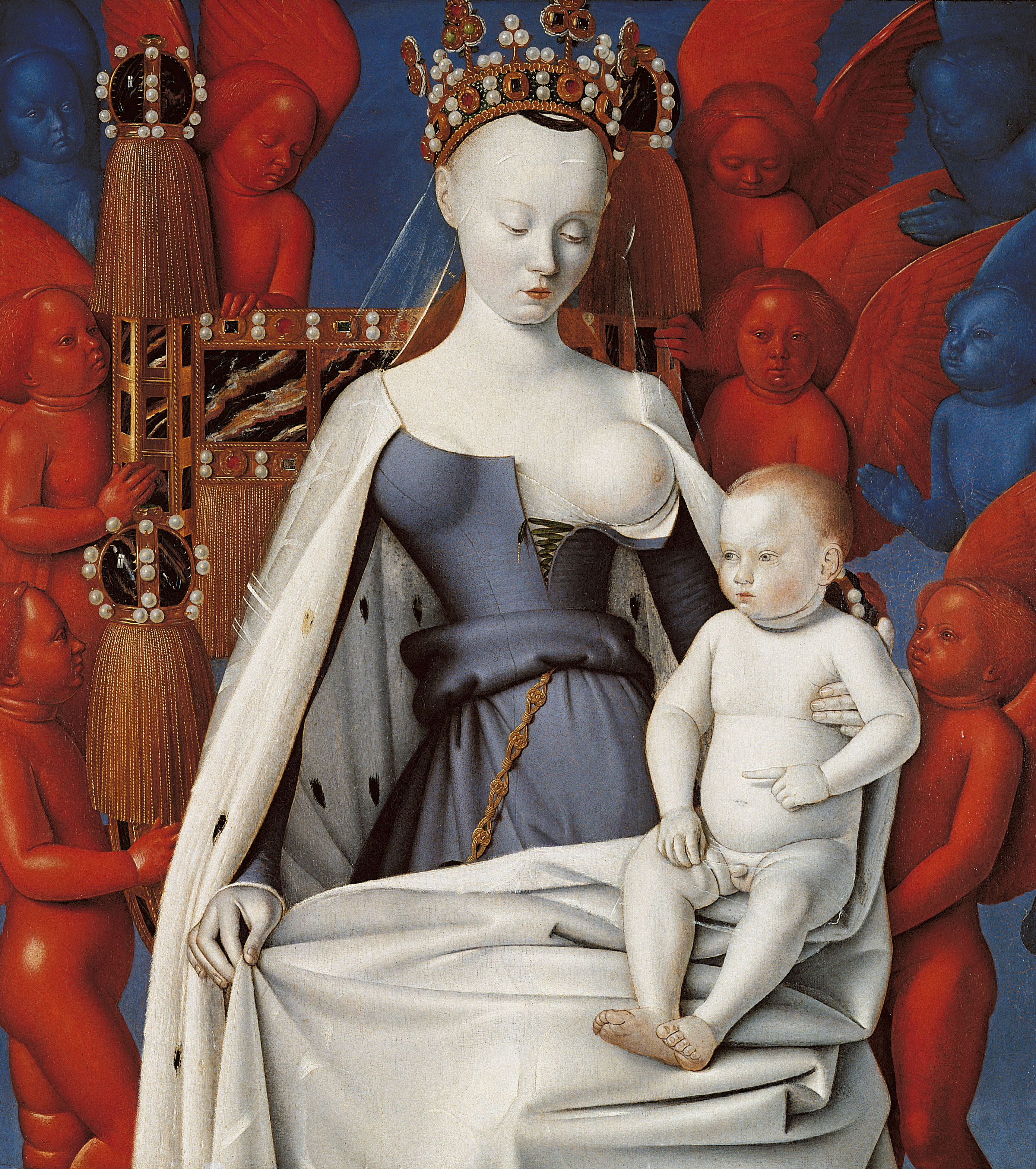
Французький художник Жан Фуке зобразив Агнесу Сорель в образі Богоматері. Меленський диптих. Близько 1450 року. Королівський музей витончених мистецтв. Антверпен.

При дворі вона ввела в моду облягаючі сукні, низькі декольте, які частково відкривають груди. Їй приписують введення таких новацій, як носіння діамантів некоронованими особами, винахід довгого шлейфа. Її поведінка і відкрите визнання зв'язку з королем, часто викликало обурення, проте їй багато чого прощалося завдяки захисту короля і її досконалій красі.
У 1448, коли у неї вже було троє дітей від короля, вона удостоїлася від свого коханого титулу «Прекрасної Дами» (гра слів: фр. Dame de Beauté означає також власницю замку Боте-сюр-Марн). Агнеса Сорель мала благотворний вплив на короля, боролася з негідними його улюбленцями і дбала про заміщення вищих посад заслуженими особами. Усі три дочки, народжені від короля, отримали титул «filles de France».

## Підозріла смерть
Будучи вагітною вчетверте, Агнеса Сорель несподівано померла після пологів. Спершу вважалося, що вона померла від дизентерії, але потім в її вбивстві був звинувачений державний скарбник Жак Кер. Версія не знайшла великої підтримки і вважалася змовою проти Кера з метою його дискредитації. Бургундські історики звинувачували дофіна, майбутнього короля Людовика XI. Зараз вчені впевнені, що смерть Сорель сталася в результаті отруєння ртуттю. Можливо, ртуть була додана в їжу Сорель вбивцею, але також імовірно, що ртуть потрапила в організм Сорель неумисно, тому що в той час її часто додавали в косметику.

## Згадки про Агнес Сорель в культурі
Історія життя Агнес Сорель легендарна. У Франції Агнесу Сорель вважали послідовницею Жанни д'Арк. Відомим є чотиривірш короля Франциска I, в якому їй приписується чи не головна заслуга у звільненні Франції від англійців. Автори подібних легенд відносять дату її народження до 1409 року, а поворот короля від світських задоволень до військових подвигів приписують її впливу.
Зокрема:
- Агнес Сорель є  персонажем в сатиричному творі Вольтера «Орлеанська діва».
- Агнес Сорель (і Карл VII)  є серед дійових осіб опери П. І. Чайковського «Орлеанська діва» і опери Цезара Кюї «Сарацин».